# Joan Maie Freeman
Joan Maie Freeman  (Perth, Australia, 7 de enero de 1918-Oxford, Reino Unido, 18 de marzo de 1998) fue una física australiana.

## Biografía
Joan Maie Freeman nació en Perth (Australia) el 7 de enero de 1918. Su familia se mudó a Sídney en 1922 y asistió a la escuela primaria de niñas de la Iglesia de Inglaterra de Sídney. Siendo todavía una niña, tomó clases nocturnas en el Sydney Technical College. La escuela ocultó su asistencia a los inspectores, ya que pensaban que una niña de la clase se reflejaría negativamente en la universidad. Ella completó su Examen de Certificado Intermedio y obtuvo un lugar en la Universidad de Sídney en 1936. Freeman estudió matemáticas, química, física y zoología, y a menudo era la única mujer, de hecho, la escuela estipulaba que había que dejar un puesto vacante entre mujeres y hombres en una sala de conferencias. Recibió su BSc en 1940 y  una Beca de Investigación del Commonwealth para continuar su máster.

## Carrera
Freeman ocupó un puesto en el Laboratorio de Radiofísica de la Organización de Investigación Científica e Industrial del Commonwealth como oficial de investigación en junio de 1941. Investigó el radar durante la Segunda Guerra Mundial. Después de que terminó la guerra, Freeman se dedicó a investigar el comportamiento de las descargas de gases a baja presión en las frecuencias de microondas. El Consejo para la Investigación Científica e Industrial le otorgó una Beca Superior que le permitió leer su doctorado en la Universidad de Cambridge en Inglaterra. Asistió a Newnham College y luego estudió partículas alfa de corto alcance con Alex Baxter, trabajando en el acelerador HT1.
En 1951, Freeman se convirtió en Oficial Científico Superior en el Grupo Acelerador Tándem de Harwell. Más tarde dirigió el grupo y recibió la Medalla y el Premio Rutherford en 1976 con Roger Blin-Stoyle, por su investigación de la beta-radioactividad de los núcleos complejos. Ella fue la primera mujer en ganar la Medalla Rutherford. Recibió un doctorado honorario de la Universidad de Sídney y becas del Institute of Physics y la American Physical Society. Se retiró en 1978.
Freeman escribió el año 1991 el libro A Passion for Physics. Se casó con John Jelley en 1958. Falleció en Oxford el 18 de marzo de 1998.